# Riera del Marcet
La riera del Marcet és una riera dels termes municipals de Granera i de Castellterçol, a la comarca del Moianès.

La riera del Marcet, respecte del terme de Granera

Al terme municipal de Granera està situat a prop de l'extrem oriental del terme, i té un llarg recorregut, des de la part central-meridional del terme fins a la zona central-oriental. La seva meitat inferior discorre per una de les zones més despoblades i feréstegues del terme de Granera. Es forma per la unió dels torrents de la Riera i de Salvatges, al sud del Pantà del Marcet, a prop i a migdia de la Plana del Mas, molt a prop i al nord-est d'on el Camí de Salvatges arrenca des del Camí del Marcet.

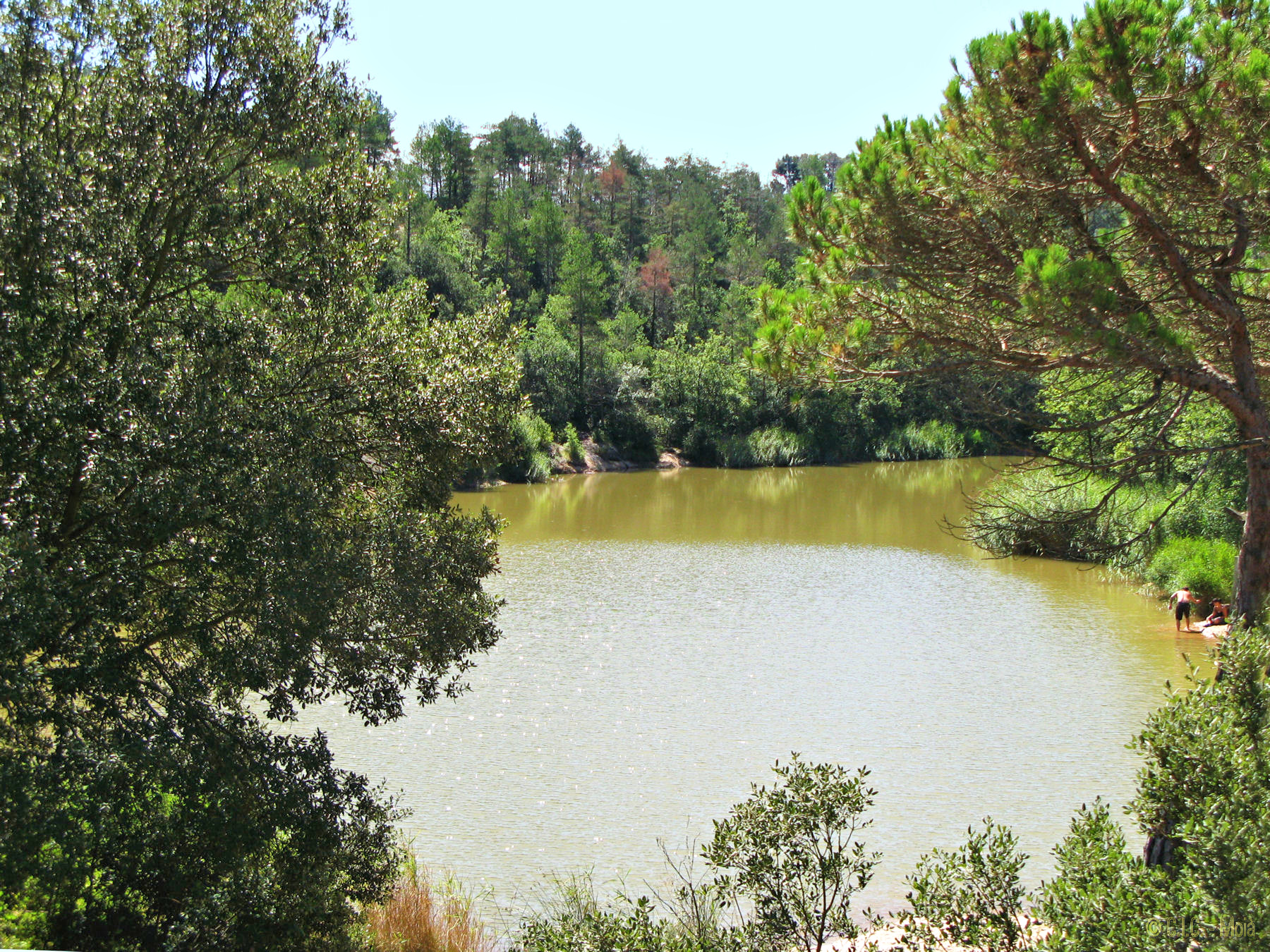
Riera del Marcet

Des d'aquest lloc, la riera del Marcet s'adreça cap al nord, zigzaguejant a causa de l'orografia de la zona, deixant a la dreta el Forat Negre i la Font de l'Avellaner i a l'esquerra la Plana del Mas i el Revolt del Forat Negre, de la carretera BV-1245. Després d'un parell de meandres, arriba a la cua del Pantà del Marcet, continua cap al nord-est, passa pel Marcet, on hi ha l'edifici en desús de la Fàbrica del Marcet, des d'on continua cap al nord-nord-est. Al cap de poc arriba al lloc on rep per la dreta de primer el torrent de les Tutes i tot seguit el torrent de la Cua de la Guilla, després dels quals passa sota la carretera BV-1245 al Pont del Marcet. En aquest punt comença a marcar el termenal entre Castellterçol i Granera.
Als termes municipals de Castellterçol (llevant) i Granera (ponent) Inicia en aquest pont un tram de forts meandres, que ja no abandona fins al final, en el primer tros pel vessant de ponent del Turó del Pei, també a ponent del Bosc Gran del Criac. Aviat rep per l'esquerra el torrent de la Manyosa i poc després passa a llevant de la Font Canaleta, moment en què abandona el termenal entre els dos termes esmentats, per entrar definitivament en el de Castellterçol.
Al terme municipal de Castellterçol pel costat de llevant de la riera discorre el Camí de Vilanova. Fent encara algunes fortes girades més, arriba a llevant de l'Obaga de Vilanova, deixa el Fornot de Vilanova a l'esquerra, i canvia de direcció: ara emprèn cap a ponent. Al cap d'un parell de meandres més, arriba al nord de l'Obaga de Vila-rúbia i a ponent de la Palanca de la Sala, on s'aboca en la riera de la Sala en el vessant sud-occidental del Puig de Mira, a la vall de la Sala de Sant Llogari.